# Agafia Groesjetskaja
Agafia Simeonovna Groesjetskaja (Russisch: Агафья Семёновна Грушецкая) (1663 — 14 juli 1681) was tsarina-gemalin van Rusland van 1680 tot 1681.
Agafia was een Oekraïense bojarin die in 1663 werd geboren als de dochter van Simeon Groesjetski en Maria Zaborovskaja. Ze was pas 17 toen ze trouwde met de 19-jarige kreupele tsaar Fjodor III op 28 juli 1680 en ze werd tsarina. Tijdens haar regering steunde Agafia Fjodors vooruitstrevende zienswijze en ze promootte als eerste het knippen van haar en scheren van baarden. Ze was in verwachting en op 11 juli 1681 werd er een zoontje geboren: tsarevitsj Ilja Fjodorovitsj. Het huwelijk was van korte duur. Op 14 juli 1681, drie dagen na de geboorte van Ilja, stierf Agafia in het kraambed aan de gevolgen van de geboorte. Ilja overleed een paar dagen later op 20 of 21 juli. Fjodor was ontroostbaar maar vond een nieuwe liefde: Marfa Apraksina. Ze trouwden op 5 februari 1682.